# Cheilopogon furcatus
Cheilopogon furcatus är en fiskart som först beskrevs av Mitchill, 1815.  Cheilopogon furcatus ingår i släktet Cheilopogon och familjen Exocoetidae. Inga underarter finns listade i Catalogue of Life.